# Santa Maria Capua Vetere
Santa Maria Capua Vetere là một đô thị và thị xã của Ý. Đô thị này thuộc tỉnh Caserta trong vùng Campania. Santa Maria Capua Vetere có diện tích 36 km2, dân số theo ước tính năm 2010 của Viện thống kê quốc gia Ý là 33.713 người. 
Các đơn vị dân cư:
Đô thị Santa Maria Capua Vetere giáp với các đô thị: